# Hemeroblemma cariosa
Hemeroblemma cariosa là một loài bướm đêm trong họ Erebidae.